# Messiade
Messiade (Der Messias), è un poema epico sacro in esametri di Friedrich Gottlieb Klopstock.

## Caratteristiche
Scritto da Friedrich Gottlieb Klopstock 1748-1773), è costituito da venti canti e prende ispirazione dalla Gerusalemme liberata di Torquato Tasso e dal Paradiso perduto di John Milton: costituisce un importante scritto della letteratura tedesca moderna.

## Temi trattati
Con un'ottica sentimentale della fede, (corrente religiosa che trova la sua consacrazione nel  pietismo) narra delle gesta del Messia fino alla sua resurrezione.

## Prime edizioni italiane
- Il Messia del Signor Klopstock trasportato dal Tedesco in verso Italiano da Giacomo Zigno, Vicenza, 1782.
- Il messia, di F.A. Klopstock, poema in venti canti tradotto dall'originale tedesco dal sacerdote Giuseppe Pensa, con discorso preliminare di Francesco Cusani, Milano, 1839.
- La messiade, poema di F. A. Klopstock, versione di G. B. Cereseto, Torino, 1853.
- Il Messia di Amadeo Federigo Klopstock, poema epico fatto italiano da Sebastiano Barozzi, Milano, 1858.